# Robert Llewellyn
Robert Llewellyn (10. března 1956 Northampton) je anglický herec a scenárista. V seriálu Červený trpaslík ztvárnil postavu Krytona.

## Filmografie (výběr)
- Červený trpaslík (1988–2020)
- Prince Cinders (1993) (hlas)
- Grushko (1993)
- It’s a Girl (1994) (TV)
- Jim’s Gift (1996) (TV)
- The Feeble Files (1997) (video) (hlas)
- Scrapheap (1998) (TV seriál)
- Christmas Carol (2001) (hlas)